# Bienal Internacional de Arte Contemporáneo de Sevilla

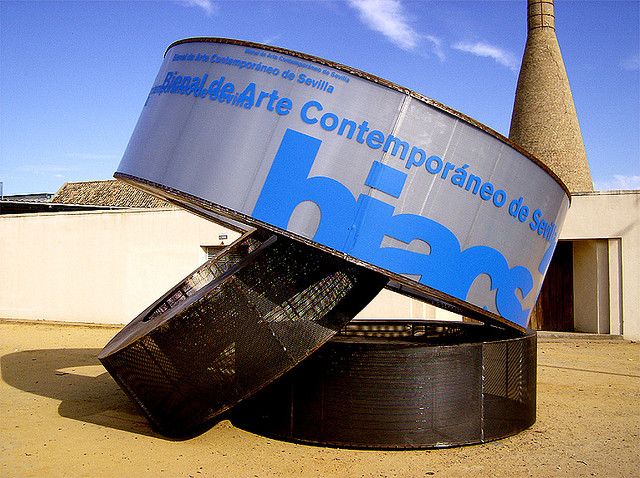
Escultura contemporánea frente al Centro Andaluz de Arte Contemporáneo, parte de la Bienal de Arte Contemporáneo de Sevilla, Biacs3.

La Bienal Internacional de Arte Contemporáneo de Sevilla (BIACS) fue una exposición de arte contemporáneo organizada por la Fundación BIACS e impulsada por la galerista Juana de Aizpuru. 
Su primera edición se inauguró el 1 de octubre de 2004 bajo el título La alegría de mis sueños, comisariada por Harald Szeemann, en el Monasterio de La Cartuja de Santa María de las Cuevas Aquí se encuentra la sede del Centro Andaluz de Arte Contemporáneo, una institución dedicada a la difusión de la cultura de nuestro tiempo que también ha sido la sede de la segunda edición de la bienal celebrada entre los meses de octubre de 2006 y enero de 2007, esta vez comisariada por Okwui Enwezor bajo el título de Lo desacogedor. Escenas fantasmas en la sociedad global.  La tercera y última edición de la BIACS se celebró en octubre de 2008 con el título YOUniverse y estuvo comisariada por el artista y director del ZKM Peter Weibel.
Desde la primera edición la BIACS ha encontrado una oposición a su desarrollo en la Plataforma de Reflexión sobre Políticas Culturales (PRPC) conformada por artistas, comisarios, productores de la escena local sevillana que centran sus críticas a la BIACS en un documento titulado Contrapuntos a Biacs por la PRPC Archivado el 27 de diciembre de 2011 en Wayback Machine.. Una de sus acciones de la PRPC es el descuelgue de una pancarta en La Giralda